# Məhəmmədrəsul Məcidov
Məhəmmədrəsul Məcidov (ur. 27 września 1986 w Urchuczimachi) – azerski bokser występujący w wadze superciężkiej, brązowy medalista igrzysk olimpijskich, trzykrotny mistrz świata, brązowy medalista igrzysk europejskich, mistrz Europy. Do 2011 roku reprezentował Rosję.

## Kariera
Boks zaczął trenować dopiero w wieku 19 lat. Jego pierwszym trenerem był kuzyn Magomied Abdusałamow, dwukrotny mistrz Rosji w wadze superciężkiej. 
W 2008 roku wystartował w mistrzostwach Rosji, ale odpadł z nich już po pierwszej walce. Rok później osiągnął pierwszy znaczący sukces w karierze, gdy zwyciężył w Memoriale Magomiedsałama Umachanowa w Machaczkale. Został wtedy wypatrzony przez trenera, a zarazem wiceprezydenta Azerbejdżańskiej Federacji Bokserskiej, Gamzata Agayeva, który ściągnął go do prowadzonej przez siebie drużyny Baku Fires. W jej barwach Miedżydow z powodzeniem walczył w pierwszym sezonie półzawodowej ligi AIBA World Series of Boxing (w swojej kategorii zajął 2. miejsce za Clemente Russo). Otrzymał także azerbejdżańskie obywatelstwo i w 2011 roku zadebiutował w kadrze tego kraju.
W październiku 2011 roku, podczas mistrzostw świata  w Baku, debiutując w zawodach tak wysokiej rangi, zdobył złoty medal w wadze superciężkiej (+91 kg). Na igrzyskach olimpijskich w Londynie wywalczył brązowy medal, przegrywając w półfinale z Włochem Roberto Cammarelle. W 2013 roku został w Mińsku również mistrzem Europy, pokonując w finale Rosjanina Siergieja Kuźmina. Kilka miesięcy później podczas mistrzostw świata w Ałmaty obronił tytuł, nokautując w walce o złoty medal reprezentanta gospodarzy, Iwana Dyczko.
Na rozegranych w czerwcu 2015 roku pierwszych igrzyskach europejskich w Baku zdobył brązowy medal, nie przystępując do walki półfinałowej przeciwko Rosjaninowi Gasanowi Gimbatowowi. Rok później wziął udział na igrzyskach olimpijskich w Rio de Janeiro. Po pokonaniu w pierwszej walce Marokańczyka Mohammeda Arjaoui przegrał w następnej z Iwanem Dyczko. W czerwcu 2017 roku wystąpił na mistrzostwach Europy w Charkowie, ale przegrał niejednogłośnie w ćwierćfinale z Francuzem Djamilim Dinem Aboudouem. Na początku września po raz trzeci został mistrzem świata w Hamburgu, wygrywając w finale z Kamyszbekiem Konkabajewem z Kazachstanu.

## Lista walk na zawodowym ringu
Na podstawie.
| Legenda |
| SD – decyzja niejednogłośna \| D – remis \| TKO – techniczny nokaut \| MD – decyzja większości sędziów \| DQ – dyskwalifikacja \| NC – walka nieodbyta \| RTD – poddanie przez narożnik \| KO – nokaut |

| Wynik     | Rekord | Przeciwnik     | Rozstrzygnięcie | Runda, czas  | Data              | Miejsce                                                                  |
| --------- | ------ | -------------- | --------------- | ------------ | ----------------- | ------------------------------------------------------------------------ |
| Przegrana | 3-1    | Andrey Fedosov | KO              | 1 (12), 1:24 | 17 kwietnia 2021  | Seminole Hard Rock Hotel & Casino, Hollywood, Floryda, Stany Zjednoczone |
| Wygrana   | 3-0    | Sahret Delgado | TKO             | 3 (8), 0:40  | 27 listopada 2020 | Seminole Hard Rock Hotel & Casino, Hollywood, Floryda, Stany Zjednoczone |
| Wygrana   | 2-0    | Tom Little     | TKO             | 2 (8), 1:49  | 7 grudnia 2019    | Diriyah Arena, Ad-Dirijja, Arabia Saudyjska                              |
| Wygrana   | 1-0    | Ed Fountain    | TKO             | 4 (6), 2:15  | 13 września 2019  | Madison Square Garden Theater, Nowy Jork, Stany Zjednoczone              |